# دزموند لولین
دزموند لولین (انگلیسی: Desmond Llewelyn; ۱۲ سپتامبر ۱۹۱۴ – ۱۹ دسامبر ۱۹۹۹) یک هنرپیشه اهل بریتانیا بود.
از فیلم‌ها یا برنامه‌های تلویزیونی که وی در آن نقش داشته‌است می‌توان به کلئوپاترا، چشم‌طلایی، از روسیه همراه با عشق، در خدمت سرویس مخفی ملکه، الماس‌ها ابدیند، فردا هرگز نمی‌میرد، دنیا کافی نیست، روزهای روشن زندگی، جواز قتل، مردی با طپانچه طلایی، جاسوسی که دوستم داشت، فقط بخاطر چشمان تو، نمایی از یک قتل اشاره کرد.